# Jehuda de Mordechai Cassuto
Jehuda de Mordechai Cassuto, Pseudonym: Leon Quiroz, (geboren am 4. September 1808 in Amsterdam; gestorben am 11. März 1893 in Hamburg) war ein Hamburger Chasan, Rabbiner, Übersetzer und Autor.

## Leben und Wirken
Die Vorfahren von Jehuda de Mordechai Cassuto stammten ursprünglich aus dem italienischen Livorno. Jehuda de Mordechai Cassuto wurde in Amsterdam geboren, wo er in einem Waisenhaus Kindheit und Jugend verbrachte. Sein Vater, Mordechai Cassuto, war schon früh gestorben. Um 1827 ging er nach Hamburg, wo er bis 1893 als Chasan und Rabbiner (Chacham) der portugiesisch-jüdischen Gemeinde wirkte. Er war auch Administrator des  „Guemilut Hassadim“-Bruderschaft der Gemeinde. Um diese Zeit bestand die Gemeinde nur noch aus 30 Familien.
Während des Hamburger Brands im Jahr 1842 konnte er das Protokollbuch der Gemeinde (Livro da Nação) retten. Außerdem engagierte er sich im Guemilut-Verein der Gemeinde und war bis zum Tod deren Administrator. Am 19. September 1877 feierte er sein 50. Dienstjubiläum. Aus diesem Anlass überreichten ihm Gemeindemitglieder ein wertvolles Schreibgerät aus Silber.
Jehuda de Mordechai Cassutos war dreimal verheiratet: Mit den Schwestern Rahel (gestorben 1832), Sara (gestorben 1838) und Lea de Rocamora (gestorben 1883).
Cassuto und Lea de Rocamora wurden auf dem Jüdischen Friedhof am Grindel beigesetzt, wo sich ihre Grabstellen bis zur Zeit des Nationalsozialismus befanden. 1937 wurden Jehuda, Rahel und Sara auf den Neuen Portugiesenfriedhof Ilandkoppel umgebettet. Auf seinem Grabstein steht in hebräischer und in portugiesischer Sprache: „Und man wird dich vermissen, weil dein Sitz leer bleiben wird. Grab des seligen Jehuda, [Sohn] des Mordechai Cassuto, der den heiligen Dienst versah an der Heiligen Gemeinde Bet Israel 65 Jahre und 6 Monate. Verstorben am 23. Adar 5653 im Alter von 84 1/2 Jahren. Seine Seele erfreue sich des ewigen Friedens“.
Cassutos Dienstvertrag ist im Protokollbuch der portugiesischen Gemeinde überliefert.
In der Allgemeinen Zeitung des Judenthums wird im Jahre 1838 sein Wirken gewürdigt: „Wo ist noch solch ein Glaube in Israel zu finden? Dazu besitzen sie in der Person des Herrn Jehuda Cassuto einen vielseitig gebildeten Mann. - - <sic>Er unterrichtet außer in Religion u. s. w. in sechs lebenden Sprachen, und, obgleich Familienvater, für einen unbedeutenden Gehalt die weit mehr als bei uns mit Geschäften beladene Stelle des Chasan versieht, und zugleich Rabbinerstelle vertritt, so wie die Kinder der Armen unentgeltlich in der Religion u. s. w. unterrichtet, Sóchra lo Elohim letohá!.“

## Übersetzungsbüro
Cassuto, der als äußerst gebildet und sprachbegabt galt, verdiente sein Geld zumeist mit Sprachunterricht und Übersetzungen. Aus dem Jahr 1854 stammt seine Übersetzung Colmena Española (Bienenkorb) oder Spanisches Lesebuch. Eine Sammlung leichter Lesestücke, Anecdoten, Erzählungen, Bruchstücke aus der Naturgeschichte, Idiotismen etc. Für das Buch in spanischer Sprache verwendete er das Pseudonym Leon Quiros. 1858 erschien eine zweite Auflage mit dem Titel Praktische Grammatik der spanischen Sprache, wie solche jetzt gesprochen wird, nebst Lesebuch. Das von Cassuto geführte Übersetzungsbüro übernahmen nach seinem Tod sein Sohn Isaac Cassuto (1848–1923) und der Enkel Jehuda Leon Cassuto, die es bis 1933 erfolgreich fortführten.
Jehuda de Mordechai Cassuto hinterließ bei seinem Tod eine wichtige Sammlung sefardischer Bücher, die Isaac Cassuto und Jehuda Cassutos Urenkel Alfonso Cassuto (1910–1990) beträchtlich erweiterten. Die Bibliotheca Rosenthaliana der Universität Amsterdam erwarb diese 1974 von Cassutos Urenkel Alfonso.

## Schriften
- Unter dem Pseudonym „Leon Quiros“: Colmena Española (Bienenkorb) oder Spanisches Lesebuch. Eine Sammlung leichter Lesestücke, Anecdoten, Erzählungen, Bruchstücke aus der Naturgeschichte, Idiotismen etc. Hamburg 1854; zweite Auflage unter dem Titel Praktische Grammatik der spanischen Sprache, wie solche jetzt gesprochen wird, nebst Lesebuch. 1858.